# Ottavio Amigoni

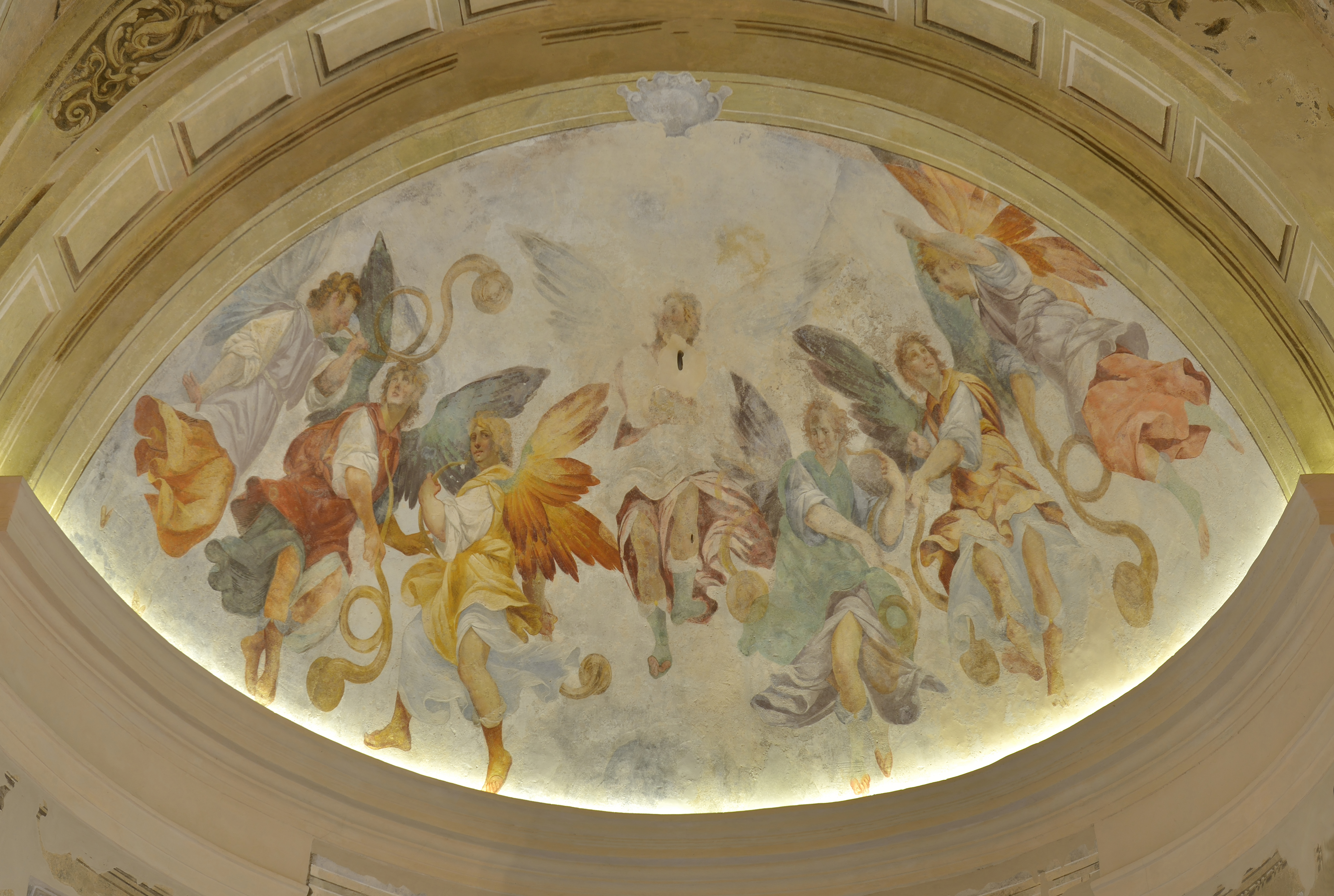
I Sette Angeli dell'Apocalisse sulla volta absidale della Chiesa di San Giorgio, opera di Ottavio Amigoni

Ottavio Amigoni (Brescia, 16 ottobre 1606 – Brescia, 28 ottobre 1661) è stato un pittore italiano.

## Biografia
La data di nascita dell'Amigoni, da sempre speculata nella letteratura artistica antica e novecentesca in un intervallo tra il 1605 e il 1665, è stata finalmente fissata con certezza solamente nel 2006 dopo un'attenta ricerca nell'archivio parrocchiale della chiesa di Sant'Agata, nel quale è stata scoperta la registrazione del suo battesimo con annotata la data di nascita, il 16 ottobre 1606. La data di morte è stata scoperta allo stesso modo.
Lavora inizialmente come speziale alla bottega del padre ma, entro il 1632, per motivi non noti ha già viaggiato a Genova e a Bologna, traendo dalla prima l'insegnamento di Bernardo Strozzi e dalla seconda il metodo di Bartolomeo Cesi, motivi che si rilevano notevolmente nella sua prima opera nota, San Rocco e Nicola da Tolentino invocano la Vergine di risparmiare Sergnana dalla peste alla presenza dei santi Bartolomeo, Faustino e Giovita conservata nella chiesa di San Rocco a Provezze, verso il lago d'Iseo, in località Sergnana. La pala è datata 1632 e può essere assimilata ad un primo esperimento, eseguito sulla base delle opere viste nei due viaggi appena compiuti, opere appartenenti a mondi tra loro diversissimi ed estranei a loro volta all'ambiente bresciano.
Più "locale" appare già la sua seconda opera nota, una Madonna col Bambino tra i santi Carlo e Francesco per la chiesa di San Giorgio a Cellatica, firmata e datata 1633. Nel dipinto gli influssi genovesi e bolognesi appaiono molto più attenuati per lasciar posto alle lezioni di Pietro da Marone, di Paolo Veronese e del Moretto. L'anno successivo, nel 1634, dipinge ad affresco i due grandi monocromi di San Gregorio Magno e Sant'Onorio sulla controfacciata della chiesa dei Santi Faustino e Giovita a Brescia, dove lo spostamento verso stilemi più caratteristici dell'area bresciana è riscontrabile nell'avvicinamento ai modi di Bernardino Gandino, figlio del pittore Antonio Gandino, il quale probabilmente diventa suo maestro o linea guida.
L'attività dell'Amigoni nella seconda metà degli anni '30 del Seicento, che attesterebbe pertanto l'evolversi del suo riallineamento all'arte locale, resta ad oggi oscura a causa della perdita di alcune opere in questo senso fondamentali, ad esempio un San Michele che scaccia gli angeli ribelli, conservato fino all'Ottocento sul primo altare destro della chiesa dei Santi Faustino e Giovita, collocabile attorno al 1636. Sono di questo periodo altre opere ma di incerta attribuzione, come una Ultima cena nella chiesa parrocchiale di Ludriano di Roccafranca, una Madonna col bambino tra i santi Andrea, Rocco e Caterina da Siena nella chiesa di Sant'Andrea a Malegno, una Risurrezione di Cristo nella parrocchiale di Farfengo e i Santi Nicola da Tolentino e Carlo invocano il Redentore di risparmiare Mompiano dalla peste nella chiesa di Sant'Antonino a Mompiano. In tutte queste opere, se attribuite alla mano dell'Amigoni, si rileva costantemente la lezione di Bernardino Gandino, affiancata da sempre più spunti tratti dall'opera del Veronese.
Nei primi anni '40 del Seicento, sempre per motivi non noti, effettua un viaggio in Svizzera e lascia nella chiesa di San Francesco a Ruis, nel Distretto di Surselva, la pala del Perdon d'Assisi, firmata e datata 1642. Si tratta pertanto della sua prima opera a noi giunta di certa attribuzione dopo i due affreschi del 1633. Con quest'opera si apre inoltre il periodo più prolifico del pittore, durato un ventennio fino alla morte, nel quale matura ormai uno stile personale estraneo da continui influssi e ripetute citazioni, orientato più verso stilemi propriamente barocchi che all'ormai superato manierismo dei Gandino. Sempre nel 1642 firma la Madonna col Bambino e i santi Eufemia e Francesco nella parrocchiale di Vello, testimoniando pertanto il suo ritorno nel bresciano, e ancora nel medesimo anno, esegue gli affreschi sulla semicupola dell'abside e sulla volta centrale della chiesa di San Giorgio, in città. Per questa commissione, l'Amigoni tratta temi inconsueti e affresca sulla volta il Padre Eterno con il libro sigillato circondato da quattro esseri viventi coperti d'occhi e i Sette angeli con le trombe del giudizio sul catino absidale, il tutto accompagnato dai Sette cavalieri dell'Apocalisse nelle lunette della volta, tutti temi quindi tratti dall'Apocalisse di Giovanni. Negli affreschi si riscontra il suo stile ormai maturo, accompagnato da un nuovo influsso proveniente dalla lezione di Pieter de Witte, del quale l'Amigoni poteva vedere la grande pala dell'Annunciazione nella chiesa di Santa Maria del Carmine a Brescia. Poco più tardi lavora nel chiostro maggiore e nel refettorio del convento annesso alla chiesa di San Giuseppe, affreschi giunti fino a noi in modo molto frammentario. Nel 1643 dipinge l'Ultima cena della parrocchiale di Quinzano d'Oglio, considerata il suo capolavoro giovanile, mentre nel 1646 affresca il presbiterio della chiesa di Santa Maria in Valvendra a Lovere assieme a Ottavio Viviani, anche se il suo contributo non è confermato.

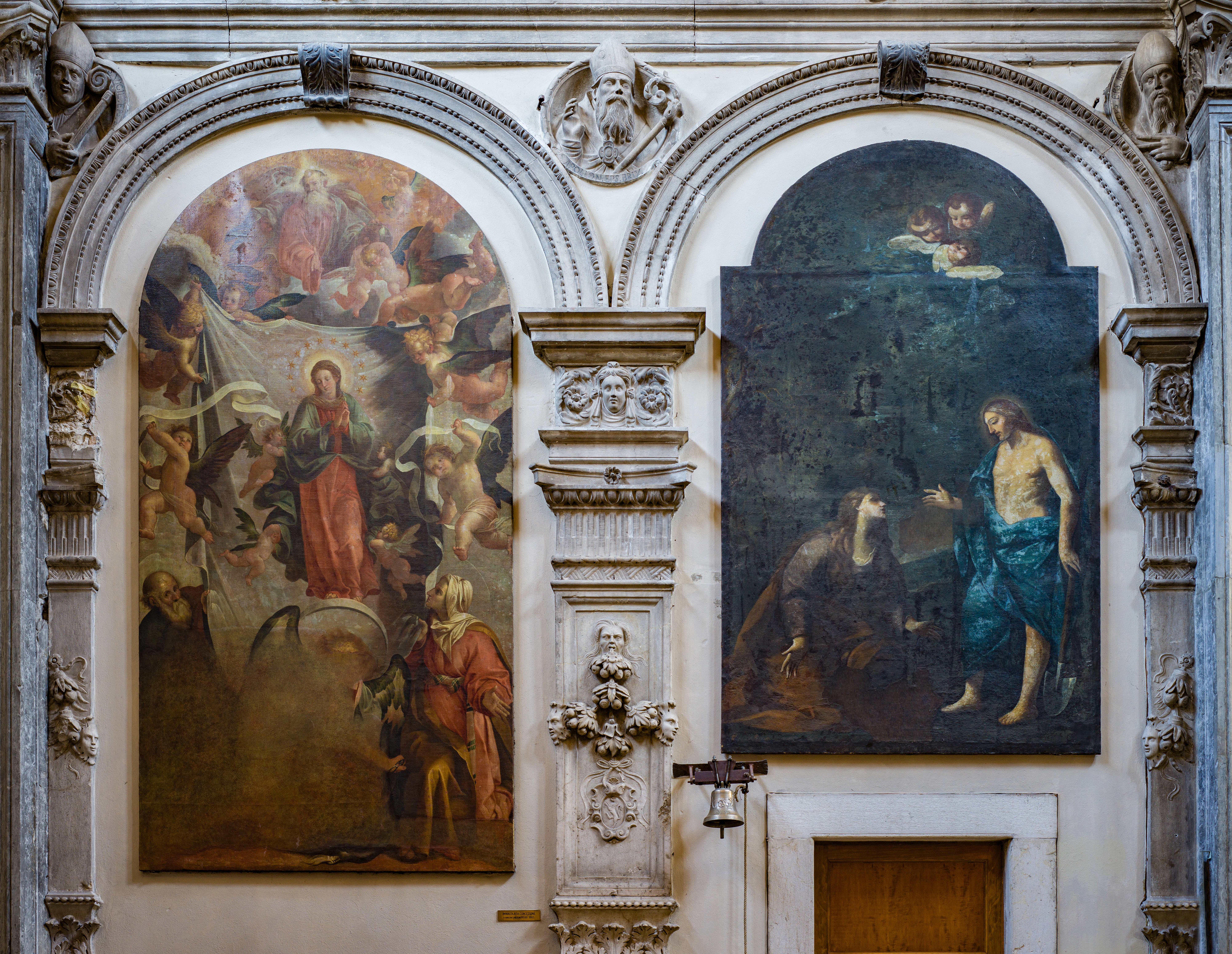
L'Immacolata di Amigoni ed il Noli me tangere di Giuseppe Fali in Santa Maria dei Miracoli a Brescia

Lo stile dell'Amigoni, ormai rivolto a una vera sperimentazione delle moderne linee barocche, non si arresta nella seconda metà degli anni '40 del secolo, dove lo si trova nella chiesa di Santa Maria dei Miracoli a Brescia con le tele del 1648 dell'Immacolata Concezione e della Presentazione al Tempio di Maria (la prima distrutta per metà e la seconda completamente nel 1944 durante un bombardamento), poi ancora a Chiari, a Paitone e a Zone. Qui esegue per la chiesa parrocchiale una Madonna col Bambino, san Giorgio, san Rocco e un devoto, altro suo capolavoro, dove le sperimentazioni hanno ormai raggiunto una certa stabilità, permettendo all'artista di recuperare le lezioni apprese all'inizio della sua formazione per combinarle con i nuovi, assodati stilemi barocchi.
Con l'avanzare negli anni '50 del Seicento, raggiunta ormai un linguaggio definitivo e maturo, si nota un prevalere di tonalità chiare, mentre i tratti assumono sempre maggiore decisione: questo aspetto è ben visibile, ad esempio nel San Gregorio Magno nel santuario della Madonna della Misericordia a Bovegno, databile al 1650. Capolavoro di questi primi anni '50 è la Madonna col Bambino e san Bernardo abate per la chiesa di San Bernardo a Marone, con tonalità quasi argentate su figure mosse e ritorte. Dopo un'altra serie di opere, commissionate al pittore ormai molto quotato nell'area bresciana, si colloca un altro capolavoro, i Misteri del Rosario per la basilica di Verolanuova, eseguiti nel 1652 con sfarzose e preziose cromie. Nel biennio 1655-1656 l'Amigoni torna a lavorare in affresco con il fregio interno della chiesa di Santa Maria della Carità a Brescia, eseguita assieme ad Agostino Avanzo e oggi perduto, e con la decorazione del salone di Villa Togni a Gussago, realizzata in collaborazione con il giovane Pompeo Ghitti.
Dopo questa data, però, le tracce dell'artista si fanno sempre più rare. Nel 1660 ricompare con una pala nella parrocchiale di Gorzone raffigurante i Santi Ambrogio e Antonio da Padova, accostabile ad un San Sebastiano e ad un San Fabiano conservati nella parrocchiale di San Zeno Naviglio. Nei dipinti si nota un ormai confermato abbandono delle origini manieriste, lavorando sui chiaroscuri per svuotare le figure di ogni monumentalità e mostrando "il suo ultimo, estenuato tentativo di allinearsi in qualche modo alla pittura del Seicento".
Ottavio Amigoni muore il 28 ottobre 1661 nella città natale, come confermato nel 2006 dall'approfondita ricerca svolta negli archivi della chiesa di Sant'Agata, e viene sepolto nella chiesa di San Giuseppe in uno dei tanti sepolcri comuni nella chiesa e nei tre chiostri, rendendo impossibile rintracciare oggi la sua salma.

## Opere
Le opere di Ottavio Amigoni sono qui suddivise fra opere certe, attribuite e perdute. Le opere definite "certe" sono quelle recanti indubbia firma, mentre quelle "attribuite" sono tutte quelle non firmate, per le quali l'ascrizione alla mano dell'Amigoni può essere più o meno difficoltosa, in certi casi molto insicura e in altri addirittura immediata. Le opere "perdute" sono invece quelle andate interamente distrutte o ad oggi non rintracciabili.

### Opere certe
- San Rocco e Nicola da Tolentino invocano la Vergine di risparmiare Sergnana dalla peste alla presenza dei santi Bartolomeo, Faustino e Giovita, 1632, olio su tavola, 177 × 132 cm, Provezze località Sergnana, chiesa di San Rocco
- Madonna col Bambino tra i santi Carlo e Francesco, 1633, olio su tela, 253 × 185 cm, Cellatica, chiesa parrocchiale di San Giorgio
- La Trinità e i santi Antonio da Padova, Carlo, Silvestro e Rocco, dopo il 1630, olio su tela, 270 × 190 cm, Verolavecchia frazione Monticelli d'Oglio, chiesa parrocchiale di San Silvestro
- Il perdon d'Assisi, 1642, olio su tela centinata, 219 × 187 cm, Rueun (Svizzera), chiesa di San Francesco d'Assisi
- Madonna col Bambino tra i santi Eufemia e Francesco, 1642, olio su tela, 190 × 155 cm, Vello, chiesa parrocchiale di Sant'Eufemia
- Madonna col Bambino tra i santi Rocco e Sebastiano, 1643, olio su tela, 175 × 130,5 cm, Marone, chiesa parrocchiale di San Martino vescovo
- Ultima cena, 1643, olio su tela, 196 × 340 cm, Quinzano d'Oglio, chiesa parrocchiale dei Santi Faustino e Giovita
- Sant'Antonio da Padova col Bambino Gesù e devoti, 1643-1646, olio su tela, 126 × 110 cm, Fiesse, chiesa parrocchiale di San Lorenzo
- Apparizioni miracolose di sant'Antonio da Padova e Morte di sant'Antonio da Padova, 1645 circa, affreschi, Brescia, chiesa di San Francesco d'Assisi
- Immacolata concezione, 1646-1647, olio su tela centinata, 355 × 180 cm (perduta la metà inferiore), Brescia, chiesa di Santa Maria dei Miracoli
- Tre tele a Paitone, santuario, 1647-1648:
  - Natività della Vergine, olio su tela, 70 × 90 cm
  - Adorazione dei Magi, olio su tela, 70 × 90 cm
  - Ritorno dalla fuga in Egitto, olio su tela, 70 × 90 cm
- Madonna col Bambino tra san Giorgio, san Rocco e un devoto, 1649-1650, olio su tela, 295 × 201 cm, Zone, chiesa di San Giorgio
- Ultima cena, 1651, olio su tela, 260 × 185 cm, Siviano, chiesa parrocchiale dei Santi Faustino e Giovita
- Sant'Antonio abate, 1651, olio su tela, 280 × 187 cm, Zone, chiesa di Sant'Antonio abate
- Sant'Antonio da Padova col Bambino Gesù e un devoto, 1652, olio su tela, 252 × 180 cm, Capriolo, chiesa parrocchiale di San Giorgio
- Sant'Antonio da Padova, 1652, olio su tela sagomata, 179 × 120 cm, Offlaga, santuario
- Cristo in pietà con gli strumenti della passione, 1653, olio su tela, 243 × 176 cm, Calino, chiesa parrocchiale di San Michele arcangelo
- Policromatura della statua della Beata vergine di Loreto, 1655, Brescia, chiesa di Santa Maria della Carità
- Assalto al castello di Brescia e I nobili bresciani devolvono la città a Venezia nel 1426, 1656, affreschi, Gussago, Villa Togni
- Santi Ambrogio e Antonio da Padova, 1660, olio su tela, 265 × 180 cm, Gorzone, chiesa parrocchiale di Sant'Ambrogio

### Opere attribuite
- Storie della vita di sant'Alberto, 1634, affreschi, Brescia, chiesa di Santa Maria del Carmine
- San Gregorio Magno e Sant'Onorio, 1634, affreschi, Brescia, chiesa dei Santi Faustino e Giovita
- Ultima cena, 1635-1637, olio su tela, 230 × 175 cm, Roccafranca frazione Ludriano, chiesa parrocchiale di San Filastrio
- I santi Nicola da Tolentino e Carlo invocano il Redentore di risparmiare Mompiano dalla peste, 1638-1640, olio su tela, 306 × 194 cm, Mompiano, chiesa di Sant'Antonino
- Visione dell'Apocalisse, 1642, affreschi, Brescia, chiesa di San Giorgio
- Tre storie francescane, Disputa di Cristo tra i dottori del Tempio e Allegoria dell'Immacolata Concezione, 1642 circa, affreschi, Brescia, chiostro maggiore della chiesa di San Giuseppe
- Storie dei santi Benedetto e Giuseppe, 1642-1643, affreschi, Bienno, chiesa parrocchiale dei Santi Faustino e Giovita
- Madonna col Bambino tra i santi Carlo e Rocco, 1642, olio su tela, 234 × 160 cm, Concesio, chiesa di Sant'Andrea
- Madonna col Bambino tra i santi Antonio da Padova, Pietro e Michele arcangelo, 1642-1643, olio su tela, 205 × 170 cm, Coniolo, chiesa parrocchiale di San Michele Arcangelo
- La tempesta sedata, Cristo sulle acque salva san Pietro e Gesù guarisce un sordomuto, 1643-1645, olio su tela, 145 × 120 cm. Le tre tele facevano parte di un unico ciclo concepito per la soppressa chiesa di Santa Maria della Strada a Pontevico. Oggi, la prima e la terza si trovano nella chiesa parrocchiale di San Tommaso apostolo a Pontevico, la seconda nella chiesa parrocchiale di Santa Maria Maddalena a Bettegno, frazione di Pontevico
- Incoronazione della Vergine e due Virtù, 1645-1646, affreschi, Lovere, chiesa di Santa Maria in Valvendra
- Beata Cristina Semenzi, 1645-1646, olio su tela, 103 × 72 cm, Calvisano, Disciplina
- San Fermo e Sant'Antonio da Padova, 1643-1646, olio su tela, 175 × 95 cm (due tavole), Flero, chiesa parrocchiale della Conversione di San Paolo
- Trasfigurazione, 1645-1647, olio su tela, 204 × 134 cm, Calvisano, oratorio Schilini
- Ultima cena, 1645 circa, olio su tela, 227 × 153 cm, Gardone Val Trompia frazione Inzino, chiesa parrocchiale di San Giorgio
- Misteri del Rosario, 1645 circa, olio su tela, 51 × 36 cm (due tavole), Pertica Bassa frazione Ono Degno, chiesa parrocchiale di San Zenone
- Santa Maria Maddalena con il Redentore ed episodi della sua vita, 1645 circa, olio su tela, Brescia, collezione degli Spedali Civili di Brescia dalla chiesa di San Domenico
- Quattro tele a Carpenedolo, museo parrocchiale dal santuario della Madonna del Castello, 1645-1647:
  - Adorazione dei Magi, olio su tela, 89 × 53 cm
  - Gesù tra i dottori del Tempio, olio su tela, 90 × 52 cm
  - Cristo risorto appare a Maria, olio su tela, 89 × 53 cm
  - Assunzione della Vergine, olio su tela, 89 × 53 cm
- Presentazione al tempio mistica, 1647-1649, olio su tela, 89 × 75 cm, Chiari, casa canonica
- Salita al Calvario, 1647-1649, olio su tela, 79 × 77,5 cm, collezione del Credito Valtellinese
- Madonna con i santi Antonio da Padova col Bambino Gesù, un santo Vescovo, l'Angelo custode e san Nicola da Tolentino, 1649-1650, olio su tela, 296 × 189 cm, Adro, museo parrocchiale
- Madonna col Bambino e san Bernardo abate, 1650, olio su tela, 191 × 112 cm, Marone, chiesa di San Bernardo
- San Gregorio Magno papa, 1649-1650, olio su tela, 167 × 109 cm, Bovegno, santuario della Madonna della Misericordia
- Emblema raffigurante una fontana, 1649-1650, tempera su tela, 64 × 134 cm, Calvisano, oratorio Schilini
- Madonna col Bambino tra i santi Benedetto e Scolastica, 1649-1650, tempera su tela, 143 × 134 cm, Calvisano, oratorio Schilini
- Sant'Antonio da Padova col Bambino Gesù, 1652 circa, olio su tela ottagonale (successivamente allargata a rettangolare), 187 × 136 cm, Calino, chiesa parrocchiale di San Michele arcangelo
- Quindici misteri del Rosario, dopo il 1642, olio su tela, 79 × 75 cm circa (quattro tavole di misure leggermente differenti), Verolanuova, basilica di San Lorenzo
- San Sebastiano e San Fabiano, 1661, olio su tela, 98 × 32 cm (due tavole), San Zeno Naviglio, chiesa parrocchiale di San Zenone

### Opere perdute
- San Giovanni Battista, 1636, olio su tela, Brescia, Duomo nuovo
- San Michele che scaccia gli angeli ribelli, olio su tela, conservato fino all'Ottocento nella chiesa dei Santi Faustino e Giovita, non rintracciabile
- Annunciazione e Sante Agata e Lucia, 1642-1644, olio su tela, 308 × 264 cm (ante d'organo), Brescia, chiesa di Sant'Agata
- Presentazione al Tempio di Maria, 1646-1647, olio su tela centinata, 355 × 180 cm, Brescia, chiesa di Santa Maria dei Miracoli, distrutta in un bombardamento nel 1944
- Affreschi nella cappella dell'Angelo Custode, dopo 1646, Brescia, Duomo vecchio
- Beata vergine di Loreto, tela, e affreschi del fregio, 1655, Brescia, chiesa di Santa Maria della Carità
- Sposalizio mistico di santa Caterina d'Alessandria, olio su tela, Brescia, chiesa di Sant'Orsola
- Consacrazione di san Zeno vescovo di Verona, affreschi, Brescia, chiesa di San Zeno al Foro, distrutti nei rifacimenti del Settecento
- Affreschi nella prima sala dell'Appartamento del Capitano, Brescia, Broletto, distrutti durante la seconda guerra mondiale
- Finte architetture a chiaroscuro, affreschi, Brescia, Palazzo Martinengo Colleoni di Malpaga (facciata)